# 송우고등학교
송우고등학교(松隅高等學校)는 대한민국 경기도 포천시 소흘읍 송우리에 있는 공립 고등학교이다.

## 학교 연혁
- 2007년 1월 8일 : 송우고등학교 설립 승인 인가 (일반 36학급, 특수 3학급)
- 2007년 3월 1일 : 초대 이재이 교장 취임
- 2007년 3월 5일 : 제1회 입학식(12학급 424명 특수 6명 포함)
- 2010년 2월 11일 : 제1회 졸업식(졸업생 391명)
- 2024년 1월 5일 : 제15회 졸업식(졸업생 239명)
- 2024년 3월 1일 : 제6대 박석만 교장 취임
- 2024년 3월 4일 : 제18회 입학식(입학생 227명)

## 참고 자료
- 송우고등학교 - 한국교육학술정보원 학교알리미